# لينو كايتانو
لينو كايتانو هو لاعب كرة طائرة وسياسي فلبيني، ولد في 4 يناير 1978 في تاغويغ في الفلبين. نشط حزبياً في Nacionalista Party ‏. وقد انتخب Barangay captain ‏ عن دائرة Fort Bonifacio ‏ (30 أكتوبر 2010 – 30 يونيو 2013) وفي 2013 Philippine House of Representatives elections ‏، انتخب عضو مجلس النواب في الفلبين ‏ عن دائرة Taguig–Pateros's 2nd congressional district ‏ خلال فترته النيابية ‏ (30 يونيو 2013 – 30 يونيو 2016).

## وصلات خارجية
- لينو كايتانو على موقع IMDb (الإنجليزية)
- لينو كايتانو على موقع قاعدة بيانات الفيلم (الإنجليزية)